# West Hartford
West Hartford ist eine Stadt im Hartford County im US-amerikanischen Bundesstaat Connecticut mit ca. 62.000 Einwohnern (Schätzung 2016, U.S. Census Bureau). Die geografischen Koordinaten sind: 41,77° Nord, 72,75° West. Das Stadtgebiet hat eine Größe von 57,9 km².

## Geschichte
In den Jahren 1672–1677 wurde die Gemarkung der „West Division“ der Gemeinde Hartford mit Quaker Lane, Mountain Road sowie den Gemeinden Bloomfield und Newington abgesteckt. Später kamen auch noch Teile von Hartford und Farmington hinzu. Der erste Siedler, Stephen Hosmer, ließ sich 1679 auf dem Gebiet der heutigen Gemarkung von West Hartford nieder, wo er eine Mühle am Forellenbach (Trout Brook) baute.
Die West Division Hartfords wurde 1711 zur Kirchengemeinde (West Division Parish oder auch West Society). 1806 wurde die Gemarkung durch den Landtag von Connecticut in „West Hartford“ umbenannt. 1854 wurde West Hartford schließlich von Hartford abgespalten und als eigenständige Gemeinde im Gemeinderegister eingetragen. Im November 1923 gelang dem amerikanischen Funkamateur Fred Schnell von hier aus das erste Transatlantik-Funkgespräch mithilfe von Kurzwellen. Im Jahr 2004 konnte die Gemeinde mit einem Festmonat ihr 150-jähriges Jubiläum feiern.
Wie viele Orte zu dieser Gegend lebte die Gemeinde über viele Jahre überwiegend von der Landwirtschaft. Im Laufe der Zeit entwickelte sich die Gemeinde zu einem wohlhabenden Vorort von Hartford.

## Schulen
- Aiken Elementary School
- Braeburn Elementary School
- Bugbee Elementary School
- Charter Oak Elementary School
- Louise Duffy Elementary School
- Morley Elementary School
- Norfeldt Elementary School
- Smith Elementary School
- Webster Hill Elementary School
- Whiting Lane Elementary School
- Wolcott Elementary School
- King Philip Middle School
- Sedgwick Middle School
- Bristow Middle School
- Conard High School
- Hall High School
- American School for the Deaf

## Weiterführende Bildungseinrichtungen
- University of Hartford
- St. Joseph College
- University of Connecticut

## Bevölkerungsentwicklung
| - 1850 – 4.411 - 1860 – 1.296 - 1870 – 1.533 - 1880 – 1.828 - 1890 – 1.930 - 1900 – 3.186 | - 1910 – 04.808 - 1920 – 08.854 - 1930 – 24.941 - 1940 – 33.776 - 1950 – 44.402 - 1960 – 62.382 | - 1970 – 68.031 - 1980 – 61.301 - 1990 – 60.110 - 2000 – 63.589 - 2010 – 63.268 |

## Persönlichkeiten

### Söhne und Töchter der Stadt
- Titus Hosmer (1736–1780), Rechtsanwalt, Richter und Politiker
- Theodore Sedgwick (1746–1813), Politiker
- Noah Webster (1758–1843), Lexikograf, Rechtschreibreformer, Publizist, Übersetzer und Schriftsteller
- Richard H. Whiting (1826–1888), Politiker
- John Woodruff (1826–1868), Politiker
- William Thompson Sedgwick (1855–1921), Professor für Public Health
- John Franklin Enders (1897–1985), Bakteriologe und Gewinner des Medizin-Nobelpreises 1954
- Edward N. Lorenz (1917–2008), Mathematiker und Professor der Meteorologie (Schmetterlingseffekt)
- Eric Osterling (1926–2005), Komponist und Arrangeur
- Teresa Stich-Randall (1927–2007), Opernsängerin (Sopran)
- Joseph Mascolo (1929–2016), Schauspieler und Soapdarsteller
- Gino Sambuco (1931–2023), Geiger
- John Gregory Dunne (1932–2003), Schriftsteller, Journalist und Drehbuchautor
- Kevin Sullivan (* 1949), Politiker
- Frank Luntz (* 1962), Meinungsforscher und politischer Berater
- Peter Paige (* 1969), Schauspieler
- Jessica Rosenworcel (* 1971), politische Beamtin
- Michael Schur (* 1975), Drehbuchautor, Fernsehproduzent, -regisseur und Schauspieler
- Ashley Doris (* 1989), Schauspielerin und Model
- Alexa Tarantino (* 1992), Jazzmusikerin
- Chantelle Swaby (* 1998), jamaikanische Fußballspielerin

### Weitere Persönlichkeiten, die mit der Stadt in Verbindung stehen
- Edward W. Morley (1838–1923), Chemiker
- Thomas Norval Hepburn (1879–1962), Arzt; Vater der Schauspielerin Katharine Hepburn
- Fred Schnell (1890–1957), Funkamateur
- Robert A. Hurley (1895–1968), Politiker und Gouverneur von Connecticut
- William A. Purtell (1897–1978), Politiker
- John A. Danaher (1899–1990), Politiker
- Roger Sperry (1913–1994), Neurowissenschaftler und Gewinner des Medizin-Nobelpreises 1981
- Joseph F. Ryter (1914–1978), Politiker
- Charles Kaman (1919–2011), Ingenieur und Geschäftsmann
- Steve Little (* 1935), Jazz- und Studiomusiker
- Carla Shatz (* 1947), Neurowissenschaftlerin an der Stanford University
- David Alan Basche (* 1968), Film- und Theaterschauspieler
- Brett H. McGurk (* 1973), Anwalt und Diplomat